# I-War
«I-War» (или «Independence War» в североамериканском выпуске) — компьютерная игра в жанре космического симулятора разработанная компанией Particle Systems Ltd. Игра была впервые выпущена в Европе в 1997 компанией Infogrames под названием «I-War» и в конце августа 1998 в Северной Америке как «Independence War». Была также создана дополнительная кампания и выпущенная вместе с оригиналом в 1999 как «Independence War Deluxe Edition» в Северной Америке и «Independence War Special Edition» в Европе.
В 2001, было выпущено в продажу продолжение «Independence War 2: Edge of Chaos».

## Обзор
Игрок принимает роль безымянного капитана корабля флота Земного Содружества в XXIII веке. Основными противниками являются повстанцы известные как Инди (от англ. «independent» — «независимые»), которые отличались своими ярко раскрашенными кораблями.
Игра отличалась от многих других космических симуляторов тем что игрок управлял крупным 162-метровым корветом под названием «Дредноут» и тем что движение кораблей было ограничено законами классической механики. Другими словами, модель полёта включала в себя понятие инерции создаваемой массой корабля и отсутствие трения в космическом пространстве. Корабль также может двигаться в любом направлении, независимо от положения «носа» корабля. Пилотаж был значитально упрощён благодаря бортовому компьютеру с автопилотом.
Игра включает в себя два режима — кампания и обычный поединок в космосе с бесконечным количеством противников. Кампания является линейной и состоит  из 40 заданий. Хотя кампания является линейной, игра всё же имеет три различных концовки. Не все задания включают в себя лишь космический бой; игроку также необходимо решать головоломки. Эти головоломки обычно заставляют игрока думать над моделированием игровой физики.
В зависимости от задания, «Дредноут» может быть один, поддерживать другое судно или управлять группой ведомых. От правильного управления ведомыми может зависеть успех задания. Некоторые задания также предоставляют игроку дополнительное оборудование, например, разведывательный зонд.

## Корабль игрока
Стандартное вооружение «Дредноута» включает в себя два энергетических орудия и разнообразный набор ракет. Для обороны корабль имеет два проектора энергощитов: в верхней части корабля и в нижней, каждый из которых способен перехватить выстрелы одного врага. В отличие от большинства других симуляторов, энергощиты не прикрывают кормовую часть корабля. Поэтому обычной тактикой игрока является заход сзади или сосредоточивание огня нескольких кораблей на единственном противнике. Энергощиты могут быть временно улучшены, чтобы позволить кораблю пойти на таран без вреда для себя.
Большинство кораблей в игре имеют три режима движения:
- Обычные ракетные двигатели, используемые во время боя и маневрирования.
- Система линейного сдвига (СЛС), напоминающая варп-двигатель из «Звёздного пути». Эта система не способна превзойти скорость света, но является идеальной для межпланетных путешествий.
- Капсульный привод, позволяющий сверхсветовое движение и межзвёздные путешествия. Использование капсульного привода ограничивается точками Лагранжа L4 и L5. При прыжке, корабль формирует зону (или капсулу) собственного пространства-времени вокруг себя (см. Гиперпространство (фантастика)).

Во время движения в СЛС корабль не способен использовать оружие, за исключением ракет, предназначенных для отключения режима СЛС. В то же время это является единственным оружием, способным поразить корабль в СЛС. Поэтому СЛС является эффективным методом отступления с поля боя при сильных повреждениях.
Как капитан «Дредноута» игрок может принять управление любой из четырёх консолей на мостике. Из командной консоли игрок получает брифинги и иногда может управлять другими кораблями. Эта консоль также имеет доступ к точной звёздной карте. Управление полётом корабля обычно ведётся с навигационной консоли. На орудийной консоли игрок видит макет «Дредноута». В этом режиме обзора есть вращение на 360 градусов по любой оси. Эта консоль также имеет режим «ряби», позволяющий ведение огня по большому количеству вражеских кораблей. Инженерная консоль позволяет игроку управлять ремонтом повреждений. Но игра также имеет функцию автоматического ремонта, так что игроку эта консоль почти не нужна. Изначально создатели игры планировали добавление ограниченного топлива, но эта идея была отвергнута и топливо является неограниченным, хотя индикатор топлива не был удалён с инженерной консоли.
Следует упомянуть, что мостик «Дредноута» также является автономным кораблём, способным отделяться от корпуса корвета.

## «Defiance»
Была выпущена дополнительная кампания под названием «Defiance», описывающая конфликт со стороны Инди. Эта кампания идёт параллельно оригиналу, но имеет лишь 18 заданий. Игрок принимает роль Эдисона Хэйса, капитана «Спартака», корвета класса «Дредноут». Эта кампания добавляет три новшества: возможность сохранения во время задания, возможность смены вооружения и режим визуального укрупнения для увеличения дальности выстрелов. Эта кампания предназанчена для опытных игроков оригинала, и играть в неё существенно сложнее.

## Оценки
| Сводный рейтинг | Сводный рейтинг |
| Агрегатор       | Оценка          |
| --------------- | --------------- |
| GameRankings    | 86,00 %         |